# 上椎葉郵便局
上椎葉郵便局（かみしいばゆうびんきょく）は、宮崎県東臼杵郡椎葉村下福良にある郵便局。民営化前の分類では集配特定郵便局であった。

## 概要
全国初の「地方銀行のATMが設置された郵便局」である。
宮崎銀行椎葉出張所の老朽化に伴い、2017年7月18日の同行日向支店（日向市）の新店舗開業に併せて同支店内にブランチインブランチとされるため、それに先立つ形で同年7月10日より、当局内に現金の取扱以外の機能を有する同行のATMを設置した。

## 沿革
- 1875年（明治8年）12月8日 - 桑弓野郵便局として開局。
- 1992年（平成4年）9月27日 - 松尾郵便局から集配業務を移管。
- 2007年（平成19年）3月4日 - 尾崎郵便局から集配業務を移管。
- 2007年（平成19年）10月1日 - 民営化に伴い、郵便事業日向支店上椎葉集配センターに一部業務を移管。
- 2012年（平成24年）10月1日 - 日本郵便株式会社発足に伴い、郵便事業日向支店上椎葉集配センターを上椎葉郵便局に統合。
- 2014年（平成26年）6月28日 - 尾崎郵便局の廃止に伴い、取扱業務を承継[1]。
- 2017年（平成29年）7月10日 - 当局内に宮崎銀行ATMを設置[2][3]。

## 取扱内容
- 郵便、印紙、ゆうパック、内容証明
- 貯金、為替、振替、振込、国債
- 生命保険、バイク自賠責保険
- ゆうちょ銀行ATM
- 宮崎銀行日向支店上椎葉郵便局出張所（現金取扱機能なしのATM）
- 東臼杵郡椎葉村内（「883-16xx」「883-04xx」区域）の集配業務

## 周辺
- 椎葉村役場
- 上椎葉ダム
- 椎葉村立椎葉小学校
- 椎葉村立椎葉中学校

## アクセス
- 宮崎交通 椎葉下区停留所下車